# Усама (фильм)
«Усама» (перс. اسامه‎) — афганский фильм 2003 года, снятый режиссёром Сиддиком Бармаком. Это первый фильм, снятый целиком и полностью в Афганистане, после падения режима Талибана. «Усама» является продуктом совместного производства различных компаний из Афганистана, Нидерландов, Японии, Ирландии и Ирана.

## Сюжет
Мать и её 12-летняя дочь, работавшие в одном афганском госпитале, с приходом к власти Талибана оказываются без работы. Кроме того, власть запретила женщинам покидать их дома без мужского сопровождения. Так как все мужчины из семьи героев погибли в различных афганских войнах, то они, три женщины разных поколений, должны позаботиться о себе сами. Остаётся вопрос: как это сделать в условиях того режима, который навязал Талибан? Находящаяся в полном отчаянии мать, услышав из уст бабушки главной героини рассказ о мальчике, ставшем после прогулки под дождём девочкой, находит решение: дочь должна будет выдавать себя за мальчика по имени Усама, чтобы помочь своей семье в это трудное время. Усаме удаётся устроиться на работу в местный магазин чайных напитков, но женственные черты быстро привлекают внимание посторонних. Со временем всё выходит наружу, и девочка предстаёт пред судом, который, не имея прецедента, сохраняет ей жизнь. Но при этом она должна стать женой человека, предоставившего властям видеоплёнку одного из западных журналистов, также оказавшегося на скамье подсудимых.

## Производство
Съёмка фильма проходила в Кабуле, Афганистан. Она началась в июне 2002 года и закончилась в марте 2003 года. Бюджет составил около $ 46 000. Все актёры, включая исполнительницу главной роли Марину Голбахари, являются любителями, найденными прямо на улицах афганской столицы.

## В ролях
| Актёр                 | Роль    |
| --------------------- | ------- |
| Марина Голбахари      | Усама   |
| Ариф Херати           | Эспанди |
| Зубайда Сахар         | мать    |
| Мохамад Надер Кхаджех |         |
| Мохамад Нарев Харати  |         |

## Награды и номинации
| Год  | Премия                                 | Категория                            | Имя                                                             | Результат |
| ---- | -------------------------------------- | ------------------------------------ | --------------------------------------------------------------- | --------- |
| 2003 | Bratislava International Film Festival | Special Mention                      | Сиддик Бармак                                                   | Победа    |
| 2003 | Bratislava International Film Festival | Гран-при                             | Сиддик Бармак                                                   | Номинация |
| 2003 | British Film Institute Awards          | Sutherland Trophy                    | Сиддик Бармак                                                   | Победа    |
| 2003 | Каннский кинофестиваль                 | AFCAE Award                          | Сиддик Бармак                                                   | Победа    |
| 2003 | Каннский кинофестиваль                 | Cannes Junior Award                  | Сиддик Бармак                                                   | Победа    |
| 2003 | Каннский кинофестиваль                 | Золотая камера — Special Mention     | Сиддик Бармак                                                   | Победа    |
| 2004 | Cinemanila International Film Festival | Лучшая актриса                       | Марина Голбахари                                                | Победа    |
| 2004 | Cinemanila International Film Festival | Lino Brocka Award                    | Сиддик Бармак                                                   | Номинация |
| 2004 | Золотой глобус                         | Лучший фильм на иностранном языке    | Усама (фильм)                                                   | Победа    |
| 2004 | Golden Trailer Awards                  | Лучший фильм на иностранном языке    | Усама (фильм)                                                   | Победа    |
| 2003 | International Film Festival of Kerala  | Audience Award                       | Сиддик Бармак                                                   | Победа    |
| 2004 | Miami International Film Festival      | Special Citation                     | Best Dramatic Feature — World Cinema Competition: Сиддик Бармак | Победа    |
| 2003 | Molodist International Film Festival   | Лучший фильм                         | Сиддик Бармак                                                   | Победа    |
| 2003 | Molodist International Film Festival   | Награда Лучшему молодому актёру      | Марина Голбахари                                                | Победа    |
| 2004 | Political Film Society                 | PFS Award                            | -                                                               | Номинация |
| 2003 | Международный кинофестиваль в Пусане   | Audience Award                       | Сиддик Бармак                                                   | Победа    |
| 2003 | Международный кинофестиваль в Пусане   | New Currents Award — Special Mention | Сиддик Бармак                                                   | Победа    |
| 2004 | Премия «Спутник»                       | Лучший фильм на иностранном языке    | Усама (фильм)                                                   | Номинация |
| 2003 | Valladolid International Film Festival | Golden Spike                         | Сиддик Бармак                                                   | Победа    |
| 2004 | Молодой актёр (кинопремия)             | Best International Feature Film      | Усама (фильм)                                                   | Номинация |